# The Wind That Shakes the Barley
 The Wind That Shakes the Barley és una pel·lícula britànica-alemanya-irlandesa dirigida per Ken Loach estrenada el 2006. Va guanyar la Palma d'Or el 2006.

## Argument
La pel·lícula tracta la guerra d'independència irlandesa (1919-1921) i la Guerra Civil Irlandesa que la va seguir (1922-1923). El títol original "The Wind That Shakes the Barley" (El vent que agita l'ordi), fa referència a un poema de Robert Dwyer Joyce, un autor irlandès del segle xix, que evoca l'aixecament irlandès de 1798.
La pel·lícula explica la història d'un petit grup d'activistes de l'IRA i, en particular de dos germans, Damien i Teddy O'Donovan que en principi estan units contra l'ocupant britànic i que trenquen després. El film mostra les pràctiques de guerrilla de l'IRA, així com la repressió de l'imperi britànic envers els costums irlandesos, mitjançant escorcolls i empresonaments.
També es pot veure l'organització d'Irlanda al llarg de la guerra, a través d'un tribuna popular que jutja un terratinent i una dona que no pot pagar el lloguer, posant en contradicció els guerrillers de l'IRA. També s'observa posteriorment la discussió i els arguments dels favorables i els contraris al tractat, que acabarà amb l'enforntament armat entre els dos bàndols.
Els exteriors han estat rodats en part al llogaret de Cúil Aodha, a la Gaeltacht del comtat de Cork.

## Repartiment
- Cillian Murphy: Damien
- Padraic Delaney: Teddy
- Liam Cunningham: Dan
- Orla Fitzgerald: Sinead
- Damien Kearney: Finbar
- Myles Horgan: Rory
- Martin Lucey: Congo
- Aidan O'Hare: Steady Boy
- Fiona Lawton: Lily
- Mary O'Riordan: Peggy
- Mary Murphy: Bernadette
- Laurence Barry: Micheail
- Frank Bourke: Leo

## Premis
- Palma d'Or  el 2006